# Витлеемска звезда
Витлеемската звезда, още Коледната звезда, се появява в историята за Рождество Христово от Евангелието на Матей, глава 2, където „мъдреци от Изтока“ (известни под името Тримата влъхви) са вдъхновени от звездата да пътуват до Йерусалим. Там те срещат царя на Юдея Ирод (Ирод Велики, за когото текстът видимо се отнася, умира през 4 г. пр.н.е. и, доколкото е сигурно, че Рождеството е станало около началото на 1 г. от н.е., това може да се отнесе по-скоро към наследника му - Ирод Архелай, въпреки че той също е упоменат там - като владетелят, наследил първия "много години" след раждането на Исус Христос и бягството на родителите му от страната) и го питат, вероятно смятайки че той се намира в града:
| „ | Къде е Онзи, Който се роди Цар на евреите? Защото видяхме Неговата звезда на Изток и дойдохме да Му се поклоним. | “ |

Повечето древни източници и църковната традиция като цяло показват, че мъдреците са посетили Витлеем някъде след раждането на Исус. Посещението традиционно се празнува на Богоявление (6 януари) в западното християнство.

## Легенда
Ирод се стряска от предполагаемото съществуване на нов претендент за престола и свиква своите съветници (книжници и свещеници), които, цитирайки стих от Книгата на Михей, го тълкуват като пророчество, че еврейският Месия ще се роди във Витлеем, градче 10-ина километра южно от Йерусалим, от което е и митичния цар Давид и се предполага, че очакваният герой ще бъде негов потомък (какъвто самият Ирод определено не е, тъй като той е идумеец). Тайно възнамерявайки да намери и убие детето, за да запази царството за рода си, Ирод кани мъдреците да се върнат при него на път за дома и ги моли да му съобщят, ако намерят "наследника му", за да му се поклони и самият той. Звездата наистина ги завежда до родното място на Исус, където мъдреците му се покланят и му дават подаръци, но получават божествено предупреждение да не се връщат при Ирод, така че те се връщат у дома по различен маршрут. Вбесен от това владетелят нарежда така нареченото Избиване на младенците - клане над най-малките жители на Витлеем и околностите му, с надеждата и Месията да е сред тях и да срещне смъртта си. Това не става, тъй като Йосиф и Дева Мария навреме напускат града.
Много християни вярват, че звездата е чудотворен знак. Някои теолози твърдят, че тя е изпълнила пророчество, известно като Звездното пророчество. Астрономи са направили няколко опита да я свържат с необичайни небесни събития, като съвпад на Юпитер и Сатурн или Юпитер и Венера, комета или свръхнова. Много съвременни учени не смятат, че историята описва историческо събитие, а е по-скоро благочестива измислица, добавена по-късно към основния евангелски разказ.
Темата е любима на представленията в планетариуми по време на коледния сезон.

## Коледна звезда
Коледната звезда, символизираща Витлеемската звезда, е традиционна украса за коледната елха по време на Коледа.
Съществува и растение, с това име, популярно като новогодишен символ.